# Turboelica

Schema di motore turboelica

Turboelica (in inglese turboprop) è un motore aeronautico costituito da un'elica aeronautica azionata da una turbina. Differisce dal motore aeronautico a getto, in quanto nei motori turboelica la propulsione avviene principalmente per mezzo dell'aria messa in movimento dalla rotazione di un'elica ed in misura minore mediante la spinta di gas di scarico.

## Funzionamento e prestazioni

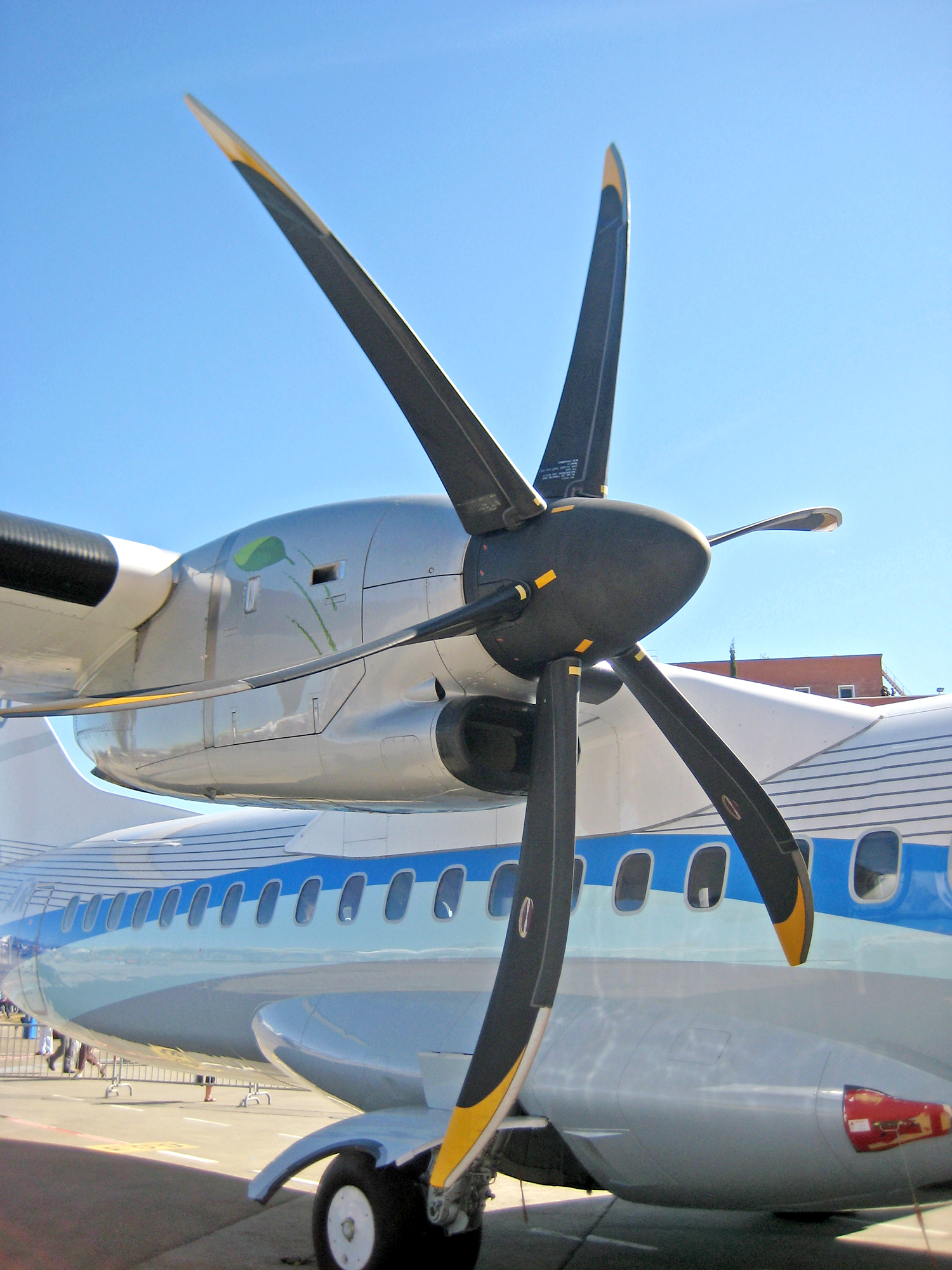
Motore PW127 turboelica su un ATR 42

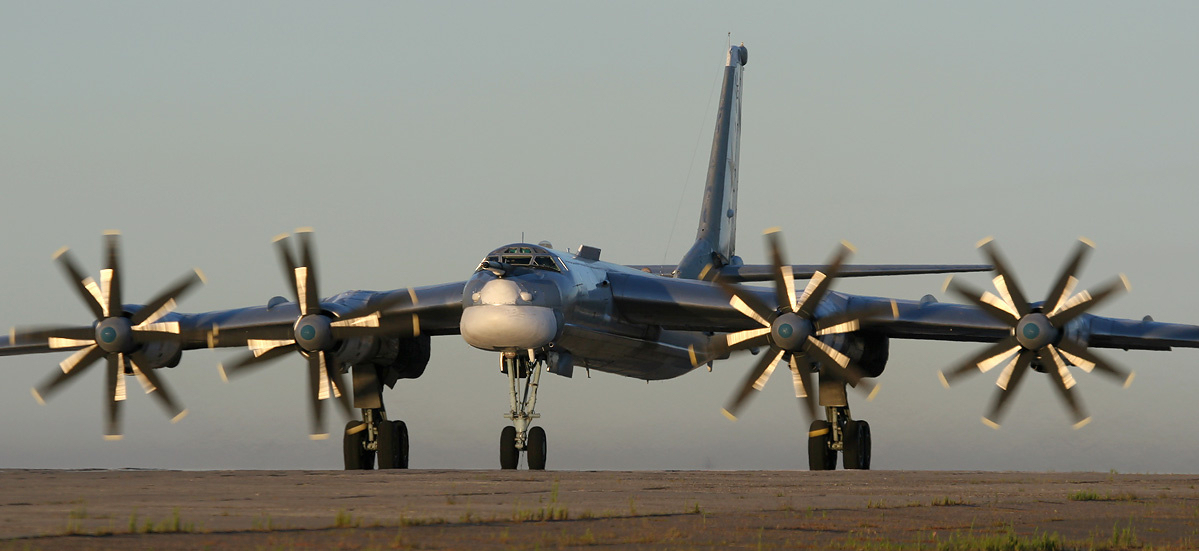
Il Tupolev Tu-95, uno dei più grandi aerei con motori a turboelica.

Il motore turboelica è composto di un compressore, di una camera di combustione, di una turbina generatrice di gas e di una turbina di potenza che, ricevendo energia dal flusso dei gas combusti, aziona un'elica attraverso un albero e un riduttore a ingranaggi, secondo lo schema illustrato nella figura a lato. La turbina generatrice di gas serve per azionare il compressore (in realtà è nella camera di combustione che l'aria, espandendosi per l'aumento di temperatura dovuto alla combustione del carburante, genera il gas).
Rispetto al turboreattore, il motore a turboelica consente velocità di crociera generalmente inferiori ed una rumorosità più alta rispetto ai motori turboventola, ma presenta un minor consumo di combustibile, una maggiore spinta in fase di decollo ed una maggior efficienza alle basse quote. La possibilità di invertire il passo dell'elica consente inoltre di poter effettuare atterraggi in spazi assai minori.
La parte più delicata del motore è costituita dal riduttore a ingranaggi (rapp. di riduzione da 8:1 a 10:1), sottoposto a intense sollecitazioni. I massimi rendimenti del motore si ottengono con elevati rapporti di compressione dell'aria (10-14) e alte temperature di ingresso dei gas nella turbina (oltre 1.000 °C)
Uno schema simile viene applicato sugli elicotteri, dove si preferisce parlare di coppia rotore e motore turboalbero.
I motori a turboelica vengono utilizzati su molti velivoli da trasporto, civili e militari, con il limite all'impiego dato dalla perdita di efficienza all'aumentare della velocità del velivolo.

## Altri impieghi
L'idea di utilizzare la potenza prodotta dai gas di un motore a getto e di utilizzarla per qualcosa di diverso dalla spinta dei gas è piuttosto utile.
Un'altra applicazione di questo principio è data dall'APU (Auxiliary Power Unit), cioè un generatore, di solito montato sulla coda del velivolo, e che viene utilizzato per produrre energia elettrica durante le soste a terra del velivolo. Altri impieghi dell'APU si hanno sia sulle navi militari che come generatori.